# Ricky Ford

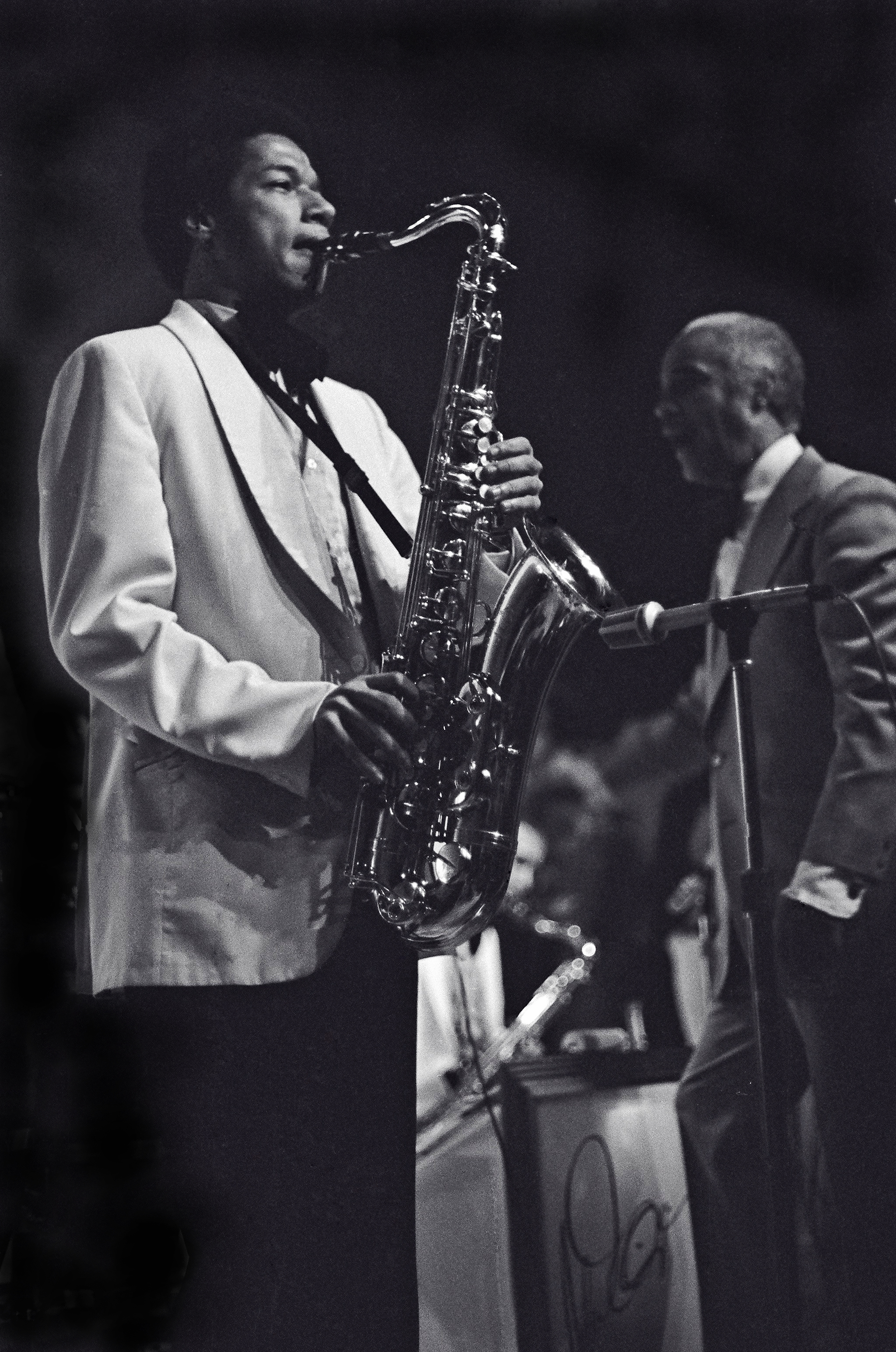
Ford y Mercer Ellington (derecha) en 1975.

Ricky Ford (nacido el 4 de marzo de 1954)  es un saxofonista tenor de jazz estadounidense.

## Biografía
Ford nació en Boston, Massachusetts, Estados Unidos,)  y estudió en el Conservatorio de Nueva Inglaterra.  En 1974, grabó con Gunther Schuller y luego tocó en la Duke Ellington Orchestra con Mercer Ellington de 1974 a 1976.  Después de esto, tocó con Charles Mingus (1976–77), Dannie Richmond (1978–81), Lionel Hampton (1980–82) y luego en la Mingus Dynasty (1982).  También tocó con Abdullah Ibrahim (1983–90)  y Mal Waldron (1989–94), y ha grabado con muchos otros músicos notables, incluidos Yusef Lateef, Sonny Stitt, McCoy Tyner, Freddie Hubbard, Amina Claudine Myers, Sathima Bea. Benjamín, Steve Lacy y otros. 
Ford ha grabado extensamente como líder de Muse y Candid. 
Se radicó en París, Francia, en los años 1990.  Enseñó en la Universidad Bilgi de Estambul de 2001 a 2006.
En 2009 fundó el Toucy Jazz Festival  en Yonne, (Francia), e invitó a músicos como Rhoda Scott (2009) y Ravi Coltrane (2011).

## Discografía

### Como líder o colíder
- Loxodonta Africana (New World, 1977)
- Manhattan Plaza (Muse, 1978)
- Flying Colors (Muse, 1980)
- Tenor for the Times (Muse, 1981)
- Interpretations (Muse, 1982)
- Future's Gold (Muse, 1983)
- Shorter Ideas (Muse, 1984)
- Looking Ahead (Muse, 1986)
- Saxotic Stomp (Muse, 1987)
- Hard Groovin' (Muse, 1989)
- Manhattan Blues (Candid, 1989)
- Ebony Rhapsody (Candid, 1990) – en vivo
- Hot Brass (Candid, 1992) – rec. 1991
- American-African Blues (Candid, 1992) – en vivo - grabado en 1991
- Tenor Madness Too! (Muse, 1992)
- Tenors of Yusef Lateef &amp; Ricky Ford con Yusef Lateef (YAL/Bomba, 1996) – rec. 1994
- Balaena (Jazz Friends Productions, 1999)
- Songs for My Mother (Jazz Friends Productions, 2002)
- Reeds and Keys con Kirk Lightsey (Jazz Friends Productions, 2003)
- Green Note - Live at La Fenêtre (Marge, 2003)
- 7095 con Ze Big Band (Solidor Productions, 2010)[5]
- Sacred Concert con Ze Big Band (Ze Big Band Association, 2013)[5]

### Como acompañante
Con Dannie Richmond
- Dannie Richmond Plays Charles Mingus (Timeless, 1981)
- Dionysius (Red, 1983)
- The Last Mingus Band A.D. (Landmark, 1994) – rec. 1980

Con Mal Waldron
- Crowd Scene (Soul Note, 1989)
- Where Are You? (Soul Note, 1989)

Con otros
- Ran Blake, Short Life of Barbara Monk (Soul Note, 1986)
- Jaki Byard, July in Paris (Fariplay, 1998)
- Richard Davis, Total Package (Marge, 1998)
- Abdullah Ibrahim, Water from an Ancient Well (Tiptoe, 1986)
- Steve Lacy, Vespers (Soul Note, 1993)
- Ronnie Mathews, Legacy (Bee Hive, 1979)
- Red Rodney, The 3R's (Muse, 1982) – rec. 1979
- Rhoda Scott, Very Saxy - Live Au Meridien (Ahead, 2009)[2CD] – en vivo
- Jack Walrath, Revenge of the Fat People (Stash, 1981)